# Erwin Senakuku
Erwin Senakuku Mukelepu (Namen, 1 september 1994) is een Belgisch voetballer met Congolese roots die sinds januari 2020 uitkomt voor RWDM. Senakuku is een aanvaller.

## Carrière
Senakuku genoot zijn jeugdopleiding bij Etoile Rouge Belgrade, CAPS Namur, Sporting Charleroi, Standard Luik en opnieuw Sporting Charleroi. Hij startte zijn seniorencarrière in 2014 bij RFC Seraing, waarmee hij van 2014 tot 2016 in Tweede klasse speelde. Vervolgens bleef hij een tijdje zonder club, tot RFC Luik hem in januari 2017 een kans gaf.
In de zomer van 2019 raakte Senakuku verwikkeld in een transfersoap, waarbij hij zowel bij UR Namen als bij Rochefortoise FC leek te gaan tekenen. Uiteindelijk tekende hij bij de club uit zijn geboortestad, die toen uitkwam in Tweede klasse amateurs. De transfer werd een succes, want op het einde van het kalenderjaar had Senakuku al vijftien keer gescoord voor Namen in evenveel wedstrijden – met dank aan onder andere een hattrick tegen RCS Verlaine en een vierklapper tegen Stade Waremmien. Het leverde hem in januari 2020 een transfer op naar RWDM, dat toen een reeks hoger speelde. Op het einde van het seizoen promoveerde hij met RWDM naar Eerste klasse B.